# Liste der Städte in Washington nach Einwohnerzahl

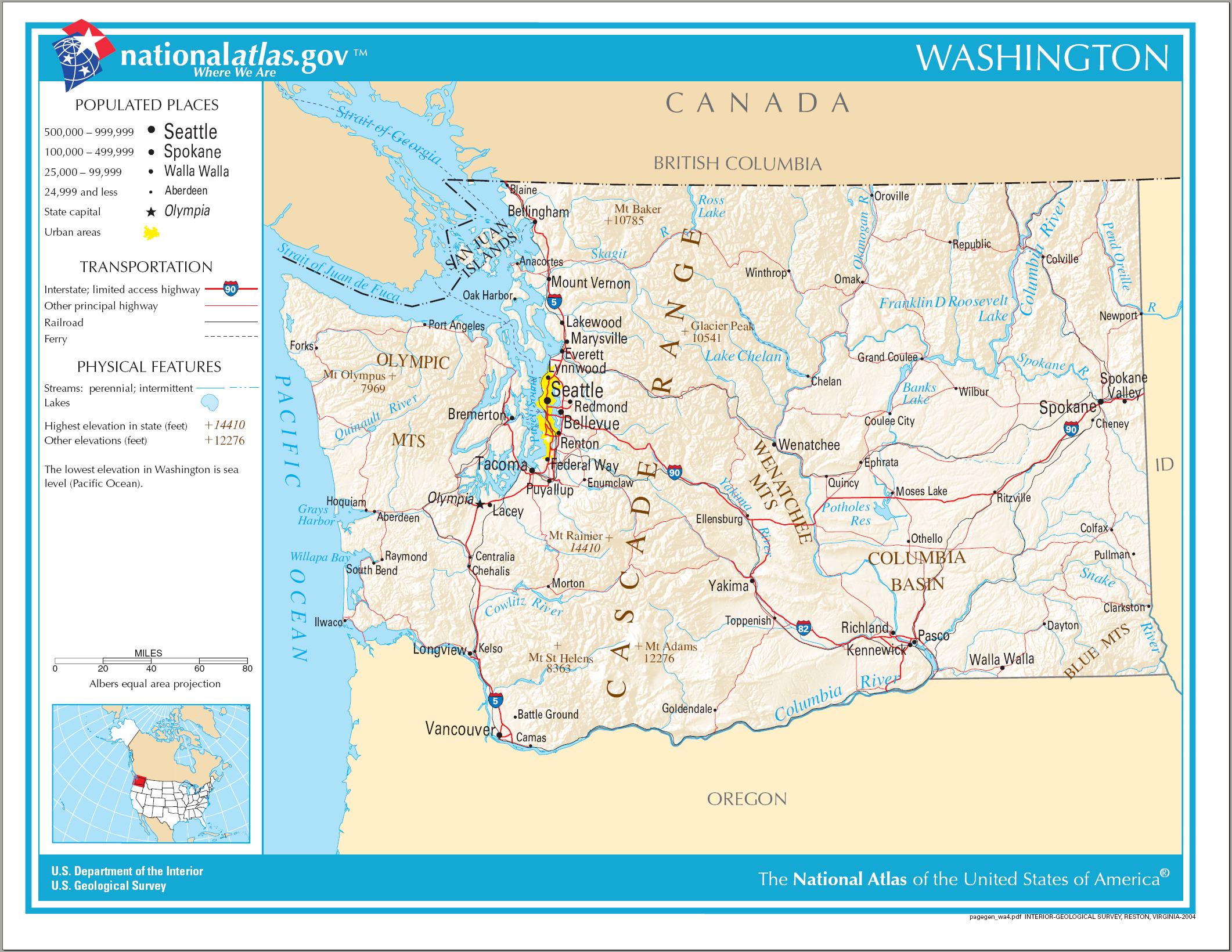
Karte von Washington

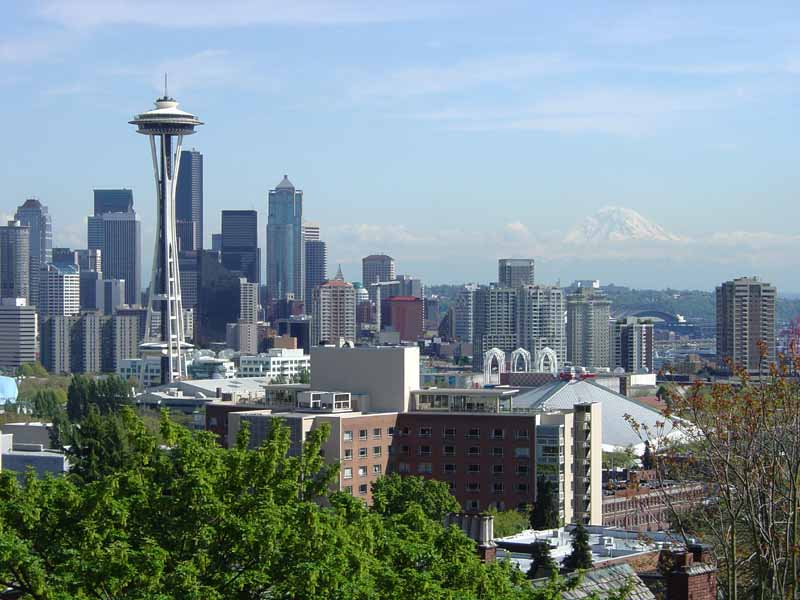
Seattle ist mit 608.660 Einwohnern die größte Stadt in Washington.

Diese Liste enthält alle Orte im US-Bundesstaat Washington, sortiert nach ihrer Einwohnerzahl, die mindestens eine Bevölkerung von 30.000 aufweisen.
Stand: Zensus 2020
| Rang | Stadt            | County                        | Einwohner |
| ---- | ---------------- | ----------------------------- | --------- |
| 1    | Seattle          | King County                   | 737.015   |
| 2    | Spokane          | Spokane County                | 228.989   |
| 3    | Tacoma           | Pierce County                 | 219.346   |
| 4    | Vancouver        | Clark County                  | 190.915   |
| 5    | Bellevue         | King County                   | 151.854   |
| 6    | Kent             | King County                   | 136.588   |
| 7    | Everett          | Snohomish County              | 110.629   |
| 8    | Renton           | King County                   | 106.785   |
| 9    | Spokane Valley   | Spokane County                | 102.976   |
| 10   | Federal Way      | King County                   | 101.030   |
| 11   | Yakima           | Yakima County                 | 96.968    |
| 12   | Kirkland         | King County                   | 92.175    |
| 13   | Bellingham       | Whatcom County                | 91.482    |
| 14   | Auburn           | King County, Pierce County    | 87.256    |
| 15   | Kennewick        | Benton County                 | 83.921    |
| 16   | Pasco            | Franklin County               | 77.108    |
| 17   | Redmond          | King County                   | 73.256    |
| 18   | Marysville       | Snohomish County              | 70.714    |
| 19   | Sammamish        | King County                   | 67.455    |
| 20   | South Hill°      | Pierce County                 | 64.708    |
| 21   | Lakewood         | Pierce County                 | 63.612    |
| 22   | Richland         | Benton County                 | 60.560    |
| 23   | Shoreline        | King County                   | 58.608    |
| 24   | Olympia          | Thurston County               | 55.605    |
| 25   | Lacey            | Thurston County               | 53.526    |
| 26   | Burien           | King County                   | 52.066    |
| 27   | Bothell          | King County, Snohomish County | 48.161    |
| 28   | Bremerton        | Kitsap County                 | 43.505    |
| 29   | Puyallup         | Pierce County                 | 42.973    |
| 30   | Edmonds          | Snohomish County              | 42.853    |
| 31   | Issaquah         | King County                   | 40.051    |
| 32   | Parkland°        | Pierce County                 | 38.623    |
| 33   | Lynnwood         | Snohomish County              | 38.568    |
| 34   | Longview         | Cowlitz County                | 37.818    |
| 35   | Lake Stevens     | Snohomish County              | 35.630    |
| 36   | Wenatchee        | Chelan County                 | 35.508    |
| 37   | Spanaway°        | Pierce County                 | 35.476    |
| 38   | Mount Vernon     | Skagit County                 | 35.219    |
| 39   | University Place | Pierce County                 | 34.866    |
| 40   | Walla Walla      | Walla Walla County            | 34.060    |
| 41   | Pullman          | Whitman County                | 32.901    |
| 42   | Des Moines       | King County                   | 32.888    |
| 43   | Graham°          | Pierce County                 | 32.658    |
| 44   | SeaTac           | King County                   | 31.454    |

°Unincorporated area (Gemeindefreies Gebiet)